# NewTree
NewTree est une marque de friandises belge fondée en 2001 par Benoît de Bruyn et dont le siège est situé boulevard du Souverain à Bruxelles.
Elle est spécialisée dans la production de tablettes de chocolat haut de gamme labellisées bio et commerce équitable. L'entreprise se revendique comme « durable », en affirmant être CO2 neutre depuis fin 2011.
En avril 2020, en raison de difficultés financières liées à la pandémie de Covid-19, Benoît de Bruyn crée une holding d'investissement baptisée Newtree Impact qui vise à « rendre l'investissement à impact accessible à tout le monde ».